# Jean Khalil
Jean Khalil (arab. ‏جان خليل‎; ur. 19 sierpnia 1969) – libański narciarz alpejski, uczestnik Zimowych Igrzysk Olimpijskich 1992.
Najlepszym wynikiem Khalila na zimowych igrzyskach olimpijskich jest 53. miejsce w slalomie na Zimowych Igrzyskach Olimpijskich 1992 w Albertville.
Khalil nigdy nie wystartował na mistrzostwach świata.
Khalil nigdy nie wystartował w zawodach Pucharu Świata.

## Osiągnięcia

### Zimowe igrzyska olimpijskie
| Igrzyska         | Konkurencja | Czas    | Wynik | Zwycięzca            |
| ---------------- | ----------- | ------- | ----- | -------------------- |
| Albertville 1992 | Gigant      | -       | DSQ   | Alberto Tomba        |
| Albertville 1992 | Slalom      | 2:33.13 | 53.   | Finn Christian Jagge |